# Nowosiołki (rejon rudniański)
Nowosiołki (ros. Новосёлки) – wieś (ros. деревня, trb. dieriewnia) w zachodniej Rosji, w osiedlu wiejskim Ponizowskoje rejonu rudniańskiego w obwodzie smoleńskim.

## Geografia
Miejscowość położona jest nad rzeką Barkowskaja, 1 km od drogi regionalnej 66K-30 (Diemidow – Zaozierje), 17 km od centrum administracyjnego osiedla wiejskiego (sieło Ponizowje), 19 km od centrum administracyjnego rejonu (Rudnia), 71,5 km od Smoleńska.
W granicach miejscowości znajduje się ulica Nowosielskaja (23 posesje).

## Historia
W czasie II wojny światowej od lipca 1941 roku wieś była okupowana przez hitlerowców. Wyzwolenie nastąpiło w październiku 1943 roku.
Uchwałą z dnia 20 grudnia 2018 roku w skład jednostki administracyjnej Ponizowskoje weszły wszystkie miejscowości zlikwidowanego osiedla wiejskiego Klarinowskoje (w tym Nowosiołki).

## Demografia
W 2010 r. miejscowość zamieszkiwało 21 osób.